# Liájavichy
Liájavichy o Liájovichi (bielorruso: Ля́хавічы; ruso: Ля́ховичи; polaco: Lachowicze; yidis: לעכאוויטש Lekhavitsh; lituano: Liachivičai) es una ciudad subdistrital de Bielorrusia, capital del distrito homónimo en la provincia de Brest.
En 2017, la ciudad tenía una población de 10 919 habitantes.
Se conoce la existencia de la localidad desde el siglo XV, cuando se menciona como sede de un vólost del Gran Ducado de Lituania. Durante los siglos XVI a XVIII estuvo en manos de varias familias nobles y albergó un importante castillo. En el siglo XVII adoptó el estatus de ciudad. En la partición de 1793 fue incorporada al Imperio ruso, que le retiró el estatus urbano. A partir de 1880 tuvo un nuevo desarrollo urbano por su ubicación en la línea de ferrocarril de Sarny a Vilna. En 1921 se incorporó a la Segunda República Polaca, que en 1931 le devolvió el estatus de ciudad. Desde 1939 pasó a pertenecer a la RSS de Bielorrusia. En 1941 llegaron a vivir aquí tres mil judíos, al concentrarse aquí numerosos judíos polacos que huían de la invasión nazi de Polonia; al llegar los nazis a Liájavichy, concentraron a los judíos en la plaza mayor de la ciudad y los llevaron a un arenal a las afueras para ser asesinados por los Einsatzgruppen.
Se ubica unos 10 km al sureste de Baránavichi, sobre la carretera P4.